# Lulinha
Luiz Marcelo Morais dos Reis, mer känd som Lulinha, född 10 april 1990, är en brasiliansk fotbollsspelare som spelar för Pafos.
Under 2007-2008 spelade Lulinha i Brasiliens landslag för 17-åringar. Han spelade i 10 matcher och gjorde 15 mål.